# Hrasno (Novo Sarajevo, BiH)
Hrasno je administracijski mjesna zajednica u općini Novo Sarajevo, međutim stanovnici Hrasna pod tim pojmom podrazumijevaju šire područje koje obuhvaća i mjesne zajednice Hrasno Brdo, Staro Hrasno (Općina Novi Grad), te mjesnu zajednicu Trg Heroja. 
Intenzivna izgradnja danas posve urbanizirane gradske cjeline počela je sedamdesetih godina prošloga stoljeća, kad su na ozemlju nekoć prigradskog naselja nikle prve višekatnice u koje su uselili velikim dijelom djelatnici poduzeća Željeznice BiH, te renomirani nogometaši kultnog sarajevskog nogometnog kluba NK Željezničar, što ne treba čuditi ako znamo koliko je blizu, također kultni, stadion Grbavica. 
Tijekom rata 1992. – 1995. naselje se našlo na prvoj crti obrane grada, što je nažalost rezultiralo brojnim ljudskim žrtvama, a i materijalnim oštećenjima, koja su, dodajmo, u poslijeratnom razdoblju dobrim dijelom sanirana.
Danas se Hrasničari ponose uređenošću svojega naselja, brojnim kulturnim i inim sadržajima, a posjetitelju će svakako skrenuti pozornost i na stambeno-poslovni kompleks Bosmal, najveći objekt takve vrste u bližem okruženju.   

## Vanjske poveznice
- Hrasno  Arhivirana inačica izvorne stranice od 8. ožujka 2005. (Wayback Machine)